# 移乗攻撃

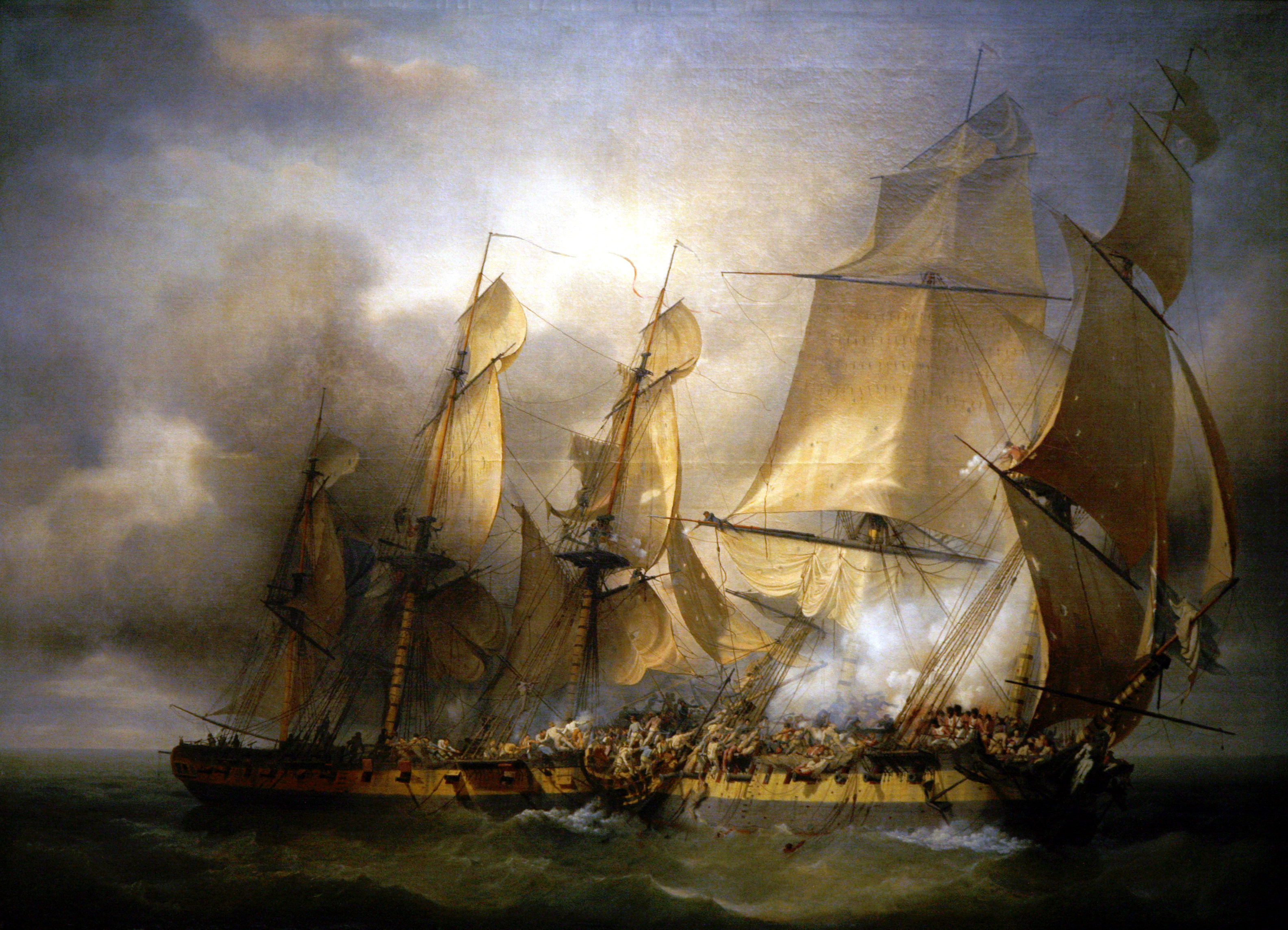
イギリス海軍フリゲート「アンバスケード」とフランス海軍コルベット「ベヨネース」が移乗攻撃で交戦した1798年12月14日の海戦（en）。

移乗攻撃（いじょうこうげき）とは、自軍の艦船から敵の艦船に対し、戦闘員を乗り移らせて攻撃する海戦術である。切り込みやアボルダージュ（フランス語: abordage）とも呼び、特に敵艦に接舷して直接に乗り移る方式を指して接舷攻撃とも呼ぶ。

## 目的

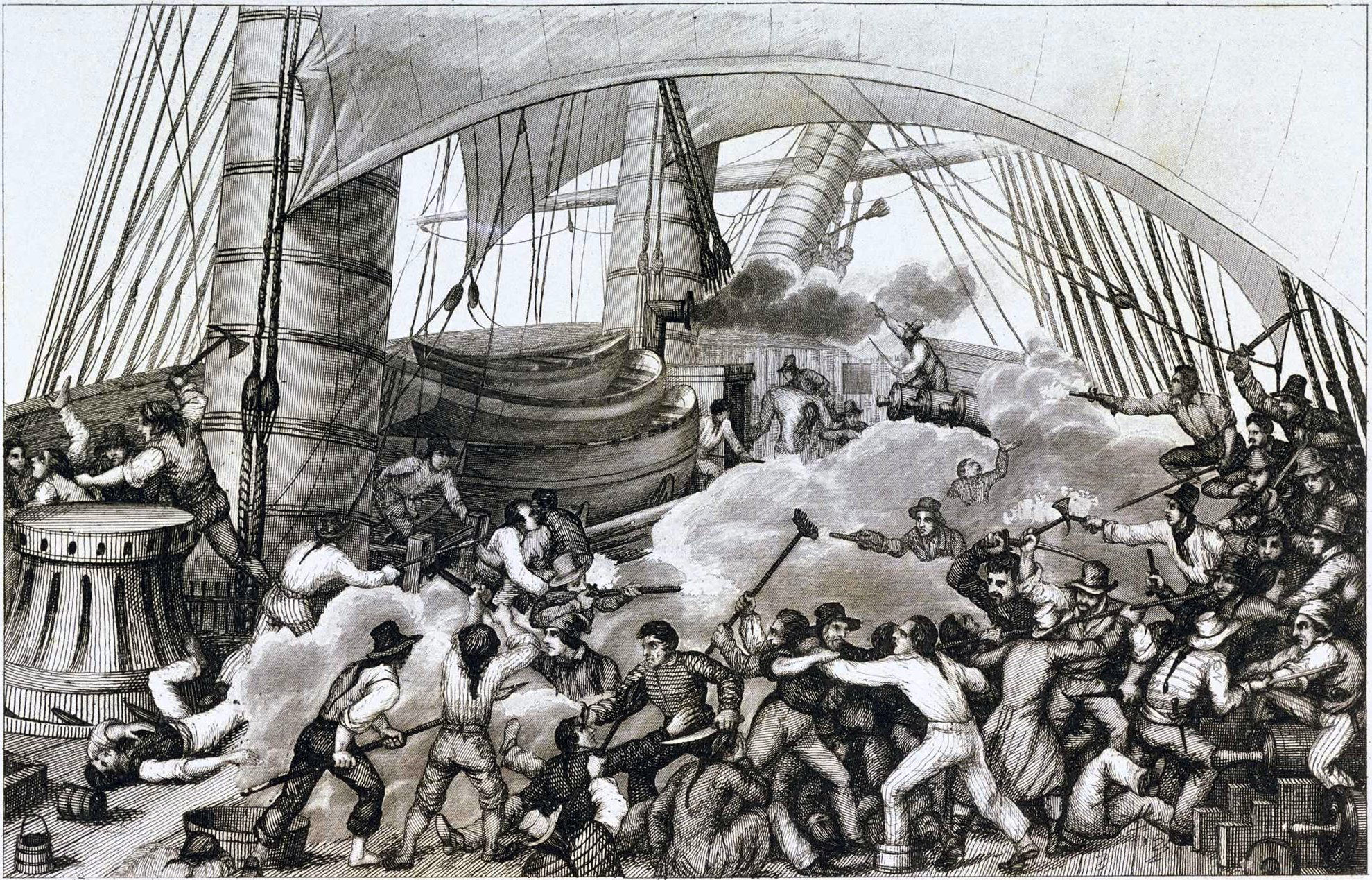
海賊との船上白兵戦を描いた絵。

移乗攻撃は、海戦において敵艦船を拿捕する攻撃手段として用いられてきた。砲撃や体当たり攻撃など他の攻撃方法では、敵艦船の船体を傷つけて沈没させることが基本的な目標となる。これに対し移乗攻撃では、敵艦船を操縦している人員を殺傷して操縦の自由を奪い、あるいは送りこんだ自軍の要員によって敵艦船を操縦して、敵艦船を自軍の管理下にすることが基本的な目標となる。拿捕した後に鹵獲船として持ち帰るか、放火や船底の爆破などにより自沈させ、最終的な処理を行う。
海賊による襲撃活動においては、撃沈ではなく略奪が目的であることから、移乗攻撃が主要な攻撃手段となる。私掠船や、仮装巡洋艦などの水上通商破壊艦による通商破壊でも、戦利品の獲得や弾薬の節約などのため、しばしば戦闘員の移乗による標的商船の制圧が実施される。
また、海上での警察活動の一環として臨検などを行う目的で、相手方の船に武装した人員を強制的に乗り込ませることがある。船内に拘束された人質の救出活動としても、武装要員の強行移乗が行われる。

## 歴史

### 古代
移乗攻撃は、放火と並び最も古い海戦における攻撃手段である。古代から中世にかけての海戦では、弓矢による射撃戦を前哨戦として、最終的には移乗攻撃による白兵戦で勝敗を決するのが基本的な展開であった。
古代の地中海において主力軍船だったガレー船は、体当たり攻撃用の衝角を船首水線下に備えていたが、敵艦に接舷して戦士が乗り込み白兵戦を行う移乗攻撃も重要な戦闘法としていた。ガレー船には漕ぎ手の水夫とは別に、移乗攻撃を行う槍や鎧で武装した兵士が乗船していた。艦隊戦術としては、指揮官の一元指揮の下での移乗攻撃と体当たり攻撃に適した横陣が定型的な海戦陣形となった。紀元前3世紀の第一次ポエニ戦争では、新興の共和政ローマ海軍はコルウスと呼ばれる移乗攻撃用の橋をガレー船に装備することでローマ軍団の陸兵を海戦でも活躍させ、練度に優り体当たり攻撃を得意とするカルタゴ海軍を撃破した。

### 中世西洋

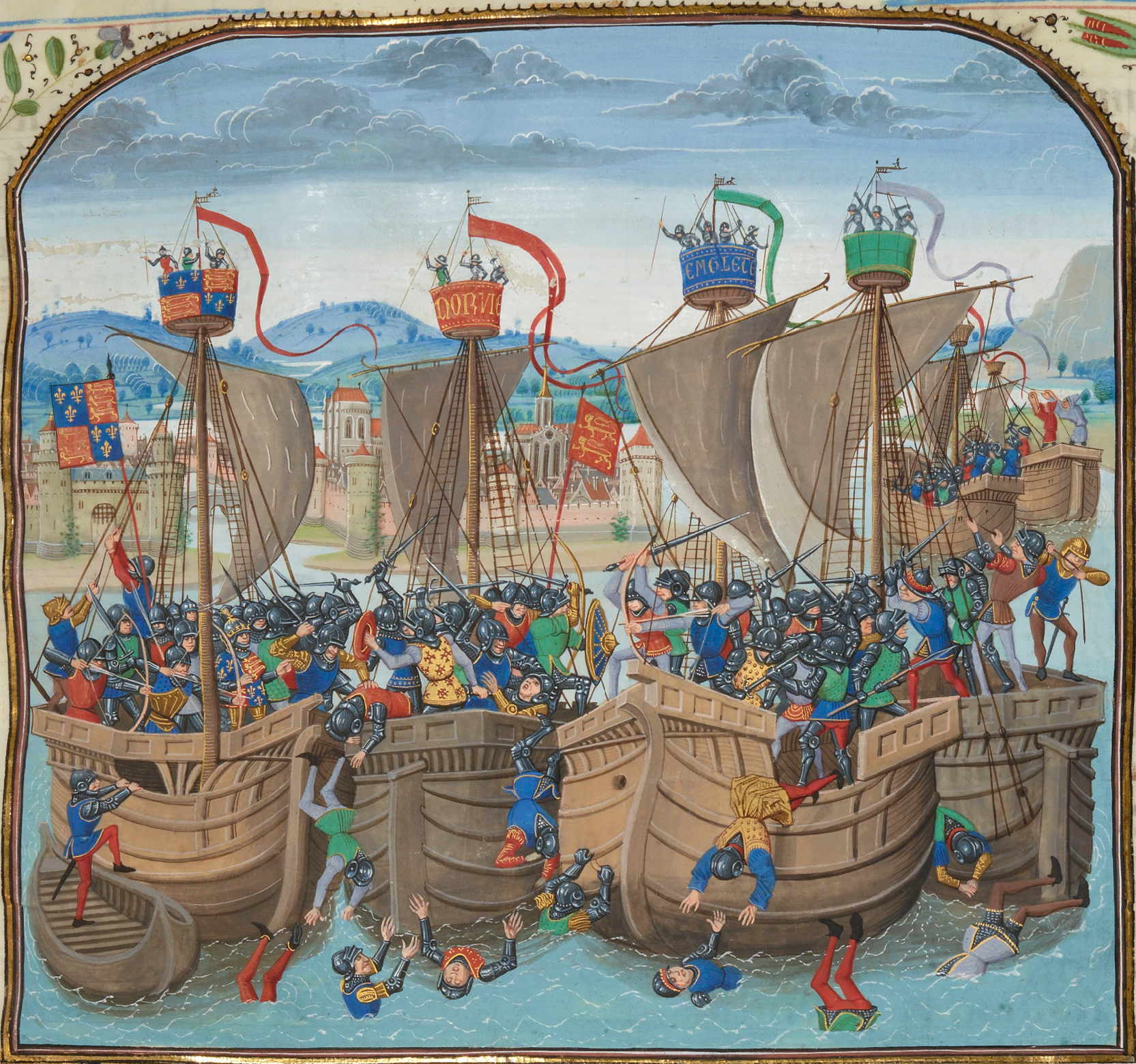
コグ船同士によるスロイスの海戦。

中世に入っても、移乗攻撃は海戦での主要な攻撃手段であった。中世のガレー船は水中の衝角が消滅し、古代のような船底を狙った体当たり攻撃が行われなくなっており、移乗攻撃がいっそう決定的な役割を果たした。船首水上に突き出した衝角は、移乗攻撃の際には敵船へ乗り込むための橋として機能した。接舷すると、鉤付きの綱で敵船を拘束して兵士を突入させた。
中世の大西洋北部や北海では、ガレー船に代わって帆船であるコグ船が軍船としても使用されていたが、基本的な戦闘様式は同じで、弓矢や大砲による射撃戦の後に接舷しての白兵戦が行われた。丸型船体で帆の種類が少ないコグ船は操縦が困難であるため、風向きにより思うように敵艦に接舷できず、射撃戦が長期化する傾向があった。有利なタイミングで接近して移乗攻撃ができるよう、風上を確保することが戦術上重要であった。
14世紀ころから西洋の軍船に大砲が搭載されるようになったが、初期の大砲には船を沈めるような破壊力は無く、海戦の様相を大きく変えるものではなかった。従来の弓矢と並んで、移乗攻撃の前段としての人員殺傷用兵器として使用された。1340年のスロイスの海戦では原始的な射石砲が使用されたが、特に大きな効果があったとの記録は無い。

### 近世西洋

レパントの海戦。

16世紀に鋳造砲が実用化されて本格的な艦砲の配備が始まると、移乗攻撃の重要性は次第に低下した。とはいえ、大砲の性能が低かった時期は移乗攻撃も重要な戦法であった。西欧の海軍で移乗攻撃の専門部隊である海兵隊が現れたのも16世紀で、1537年に設立のスペイン海兵隊が嚆矢とされる。
ガレー軍船は、近世に入っても従来の移乗攻撃を中心とした接近戦を続けていた。地中海のガレー軍船では船首に数門の小口径砲が装備されたが、装填速度が遅く実質的に1発だけしか撃てないため、古典的な横陣を組んで敵艦に接近した後、兵士が敵船に移乗する直前に発砲して敵の士気をくじく補助的な兵器とみなされた。ヴェネツィア共和国海軍は、大砲50-70門を舷側に搭載したガレアス船を開発したが、これもあくまで人員殺傷を目的とした軽砲であった。ガレー船による海戦の頂点となった1571年のレパントの海戦でも移乗攻撃が両軍の主力戦法であり、キリスト教同盟艦隊は総人員8万4千人のうち2万人、オスマン帝国艦隊は総人員8万8千人のうち1万6千人が白兵戦用に乗船した陸兵であった。キリスト教同盟艦隊は「返り血を浴びる距離」まで発砲を禁じて衝角と移乗攻撃による近接戦闘を行い、オスマン艦隊も司令官のメジンザード・アリ・パシャ自ら旗艦で敵幹部の乗艦を狙って移乗攻撃を仕掛けた。
一方、大西洋では大口径の艦砲を砲列甲板に装備したガレオン船が主力軍船となり、200m以上離れての砲撃戦も可能となった。移乗攻撃も盛んではあったが、砲撃戦で大勢が決した後、索具やマストを破壊されて運動性を失った敵艦にとどめを刺す形で行われるようになった。ただし、奇襲戦術としていきなり移乗攻撃が用いられることもあった。最も早くに移乗攻撃から砲撃戦に重点を移したのはイギリス海軍で、1588年のアルマダの海戦では移乗攻撃を原則として禁止した。対するスペイン艦隊は、敵艦を鉤綱で拘束しての移乗攻撃を意図して海兵隊などの戦闘員を多く乗せ、人員殺傷用の小口径砲多数を船首楼・船尾楼に積んでいたが、イギリス艦隊のアウトレンジ戦法によって移乗攻撃を封じられてしまった。もっとも依然として大砲の威力は限定的で、イギリス艦隊が多用した長射程のカルバリン砲によって致命傷を受けたスペイン艦はわずかであった。イギリス側が移乗攻撃を避けた結果、戦闘中に拿捕されたスペイン艦も比較的に少数にとどまった。
17世紀から18世紀には大砲のさらなる発展と戦列艦の完成により、移乗攻撃の地位は低下の一途をたどった。英蘭戦争では両軍艦隊とも戦列艦による砲撃戦を展開し、戦術面でも舷側砲戦に適した陣形である単縦陣が定着した。

### 中近世東洋

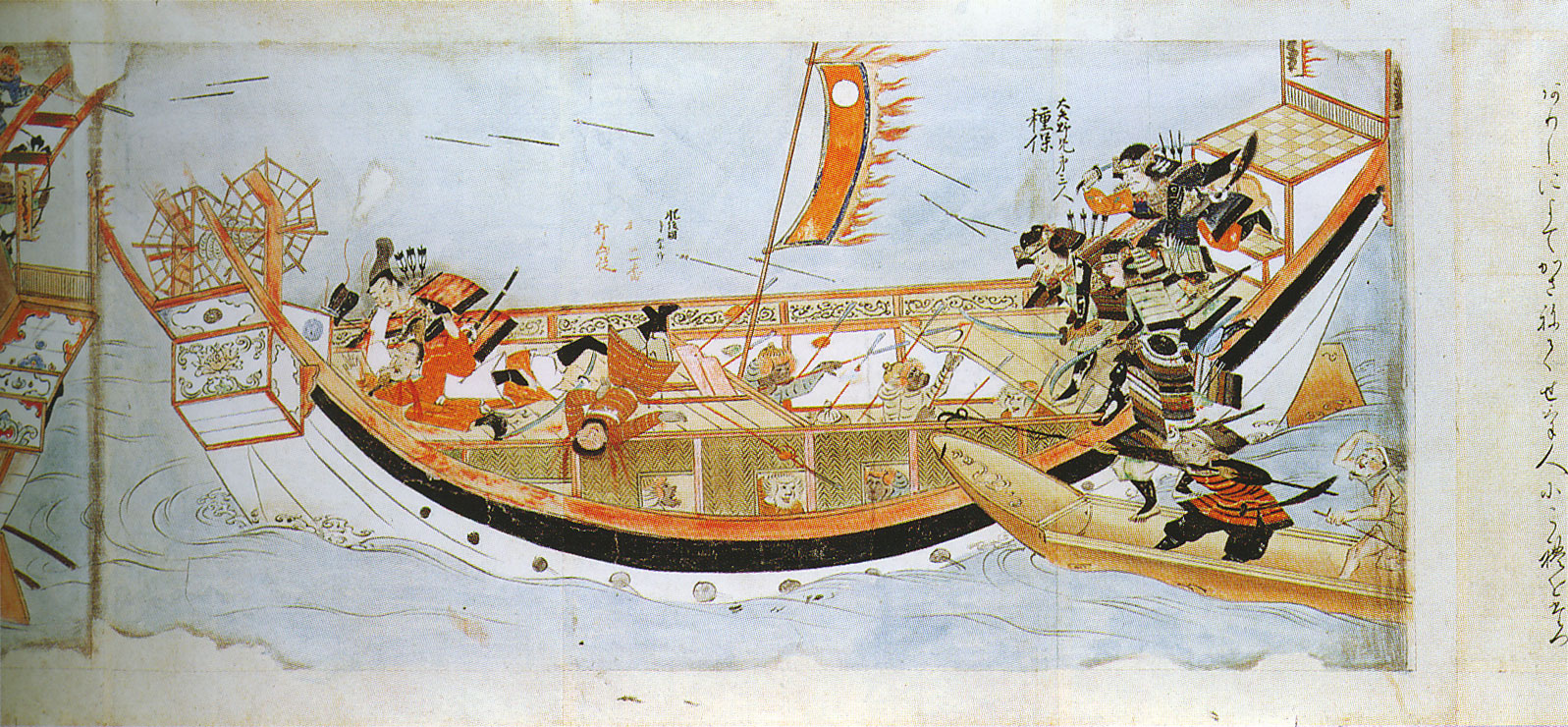
元寇における日本と元の水軍の海戦。小船で忍び寄った日本兵が、熊手を使いながら接舷して移乗攻撃を仕掛けている。

中近世の東洋の水軍においても、移乗攻撃が海戦の主要攻撃手段であることは同じであった。日本の水軍で用いられた和船構造の軍船の場合、体当たり攻撃には向かなかったとも言われ、移乗攻撃が広く用いられた。15世紀後半の日本の安宅船や中国の軍用ジャンクなどは若干の大砲を搭載し、15世紀末の亀甲船は砲撃戦を重視した設計であったとする説もあるが、全体としてみれば移乗攻撃が主たる地位を占めていた。その後、東アジアでは大砲の発達が限定的だったことや海禁政策の影響などで海軍の進歩も停滞した。

### 近現代

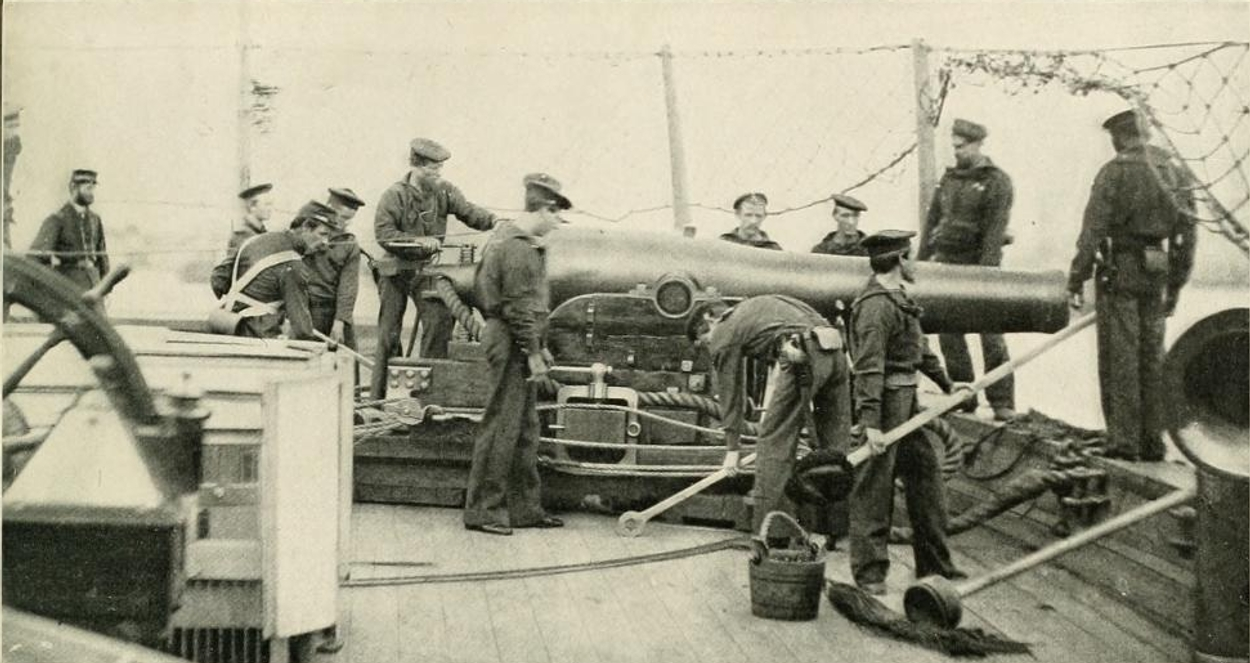
アメリカ南北戦争中の北軍艦上の光景。移乗攻撃を防ぐための網が舷側に張り巡らされ、砲を操作する水兵たちもカットラスを腰に下げ、依然として移乗攻撃が考慮されている。砲の後方には海兵隊員も見える。

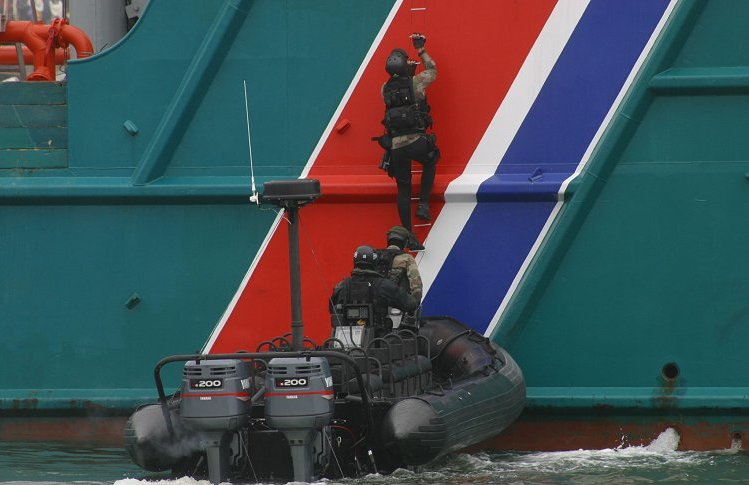
フランス海軍コマンドの複合艇を使った移乗訓練の様子。

火力と機動力の優れた機走軍艦が普及した近代以降、移乗攻撃は正規軍同士の海戦ではほとんど見られなくなった。海兵隊の移乗攻撃部隊としての性格も薄れ、植民地警備や水陸両用戦に使われる陸戦部隊となっていった。それでも、海戦での移乗攻撃を想定した装備や訓練は20世紀前半まで一部に残っており、イギリス海軍の制式装備からカットラスが消えたのは1936年になってからのことであった。
19世紀には移乗攻撃が有力な敵艦に対する奇襲手段として用いられた実例がいくつかある。1801年5月6日の海戦（en）では、イギリス海軍の帆走スループ「スピーディ」（備砲14門）がスペイン海軍の帆走フリゲート「エル・ガモ」（en, 備砲32門）に接舷して砲撃を封じ、移乗攻撃で降伏させた。装甲艦の登場した19世紀後半には、非装甲軍艦が装甲艦に対抗する戦術として、1869年の宮古湾海戦において、幕府側が東艦の奪取を計画した際、フランス軍事顧問団の5人とは別に後から参加したアンリ・ポール・イポリット・ド・ニコール（フランス海軍士官候補生）の発案により、斬り込みによって奪取するアボルダージュ作戦が決行されたが失敗した。また1879年のイキケの海戦でも移乗攻撃が試みられたが撃退されている。
1854年に日露外交交渉使節として日本に派遣されたエフィム・プチャーチンは、滞在中の同年12月に安政東海地震に遭い、津波で乗艦ディアナ号を喪失した。彼は帰国のための船舶を得る目的で、地震の翌月の1855年1月、下田港に入港してきたフランスの捕鯨船を移乗攻撃により拿捕・奪取することを企て、ディアナ号乗員だった水兵を武装させてカッターで襲撃を試みた。しかしながら襲撃隊の到達前にフランス船は下田港を出港したため襲撃は実現しなかった。
20世紀に行われた正規戦での移乗攻撃の実戦例として、第二次世界大戦中のイラン進駐において、オーストラリアのスループ「ヤラ」などが陸兵による移乗攻撃班を事前準備し、碇泊中のイラン海軍の小型砲艦2隻を接舷移乗で拿捕している。偶発的な事例では、第二次世界大戦でドイツ潜水艦のU-66（en）がアメリカの護衛駆逐艦であるバックレイ級護衛駆逐艦に体当たりした際に起きた白兵戦などがある（en:German submarine U-66 (1940)#Sinking）。
船内に拘束された捕虜や人質の救出作戦としては、近現代に入っても移乗攻撃が実施されている。第二次世界大戦では、イギリス駆逐艦2隻がドイツ船「アルトマルク」に収容された捕虜の救出作戦を行い、アルトマルク号事件を起こした。
第二次世界大戦までは水上艦艇による通商破壊が行われており、その過程で敵性商船に武装水兵を移乗させて拿捕、戦利品の獲得や自沈処分をすることがあった。威嚇射撃などで停船させた後、艦載艇を使って武装水兵による処分隊を移乗させた。海賊行為でもこの種の移乗攻撃が行われる。
現代では海軍や沿岸警備隊によって、警察活動としての臨検や犯人制圧などに使用する特殊部隊が編成されていることもある。2001年の九州南西海域工作船事件では、日本の海上保安官が不審船に接舷移乗しようとした際に銃撃戦となった。

#### ギャラリー

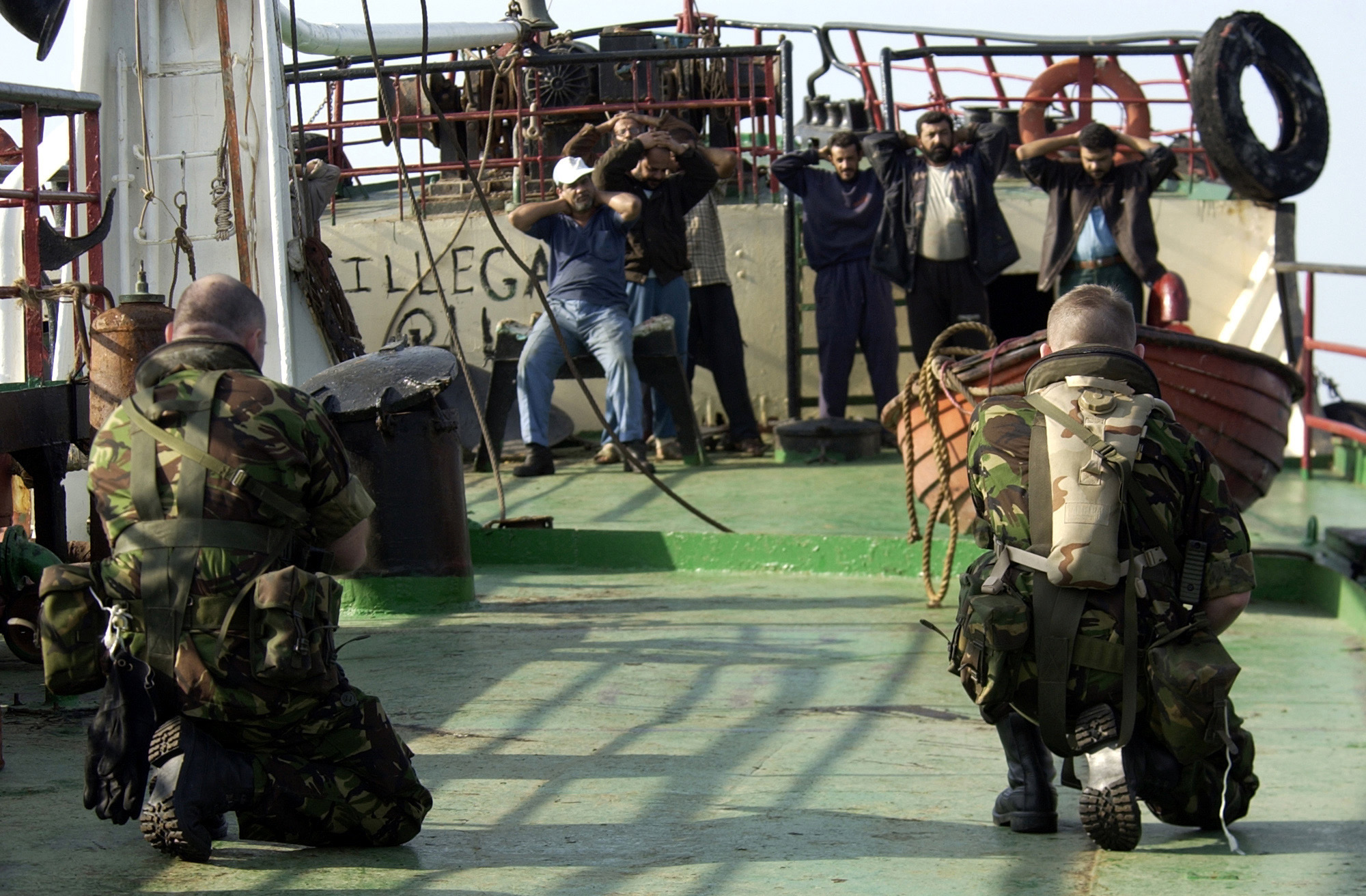
イギリス海軍、イラクの石油タンカー（2002年）
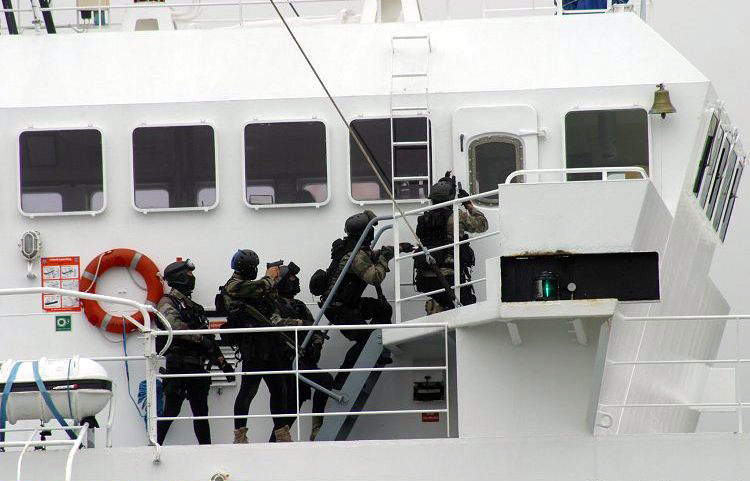
船内に突入するコマンドー・ジョベール隊員
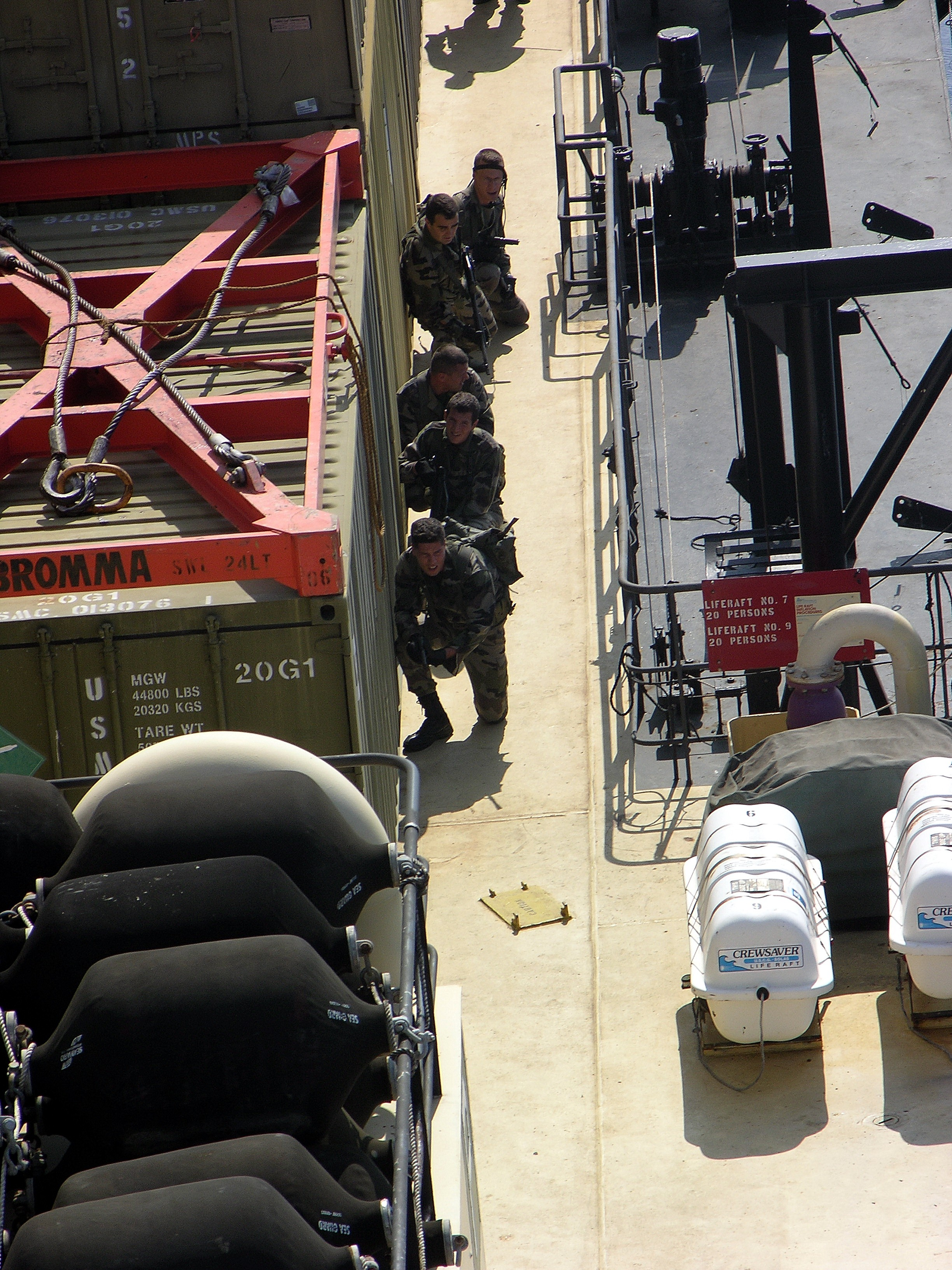
フランス海軍
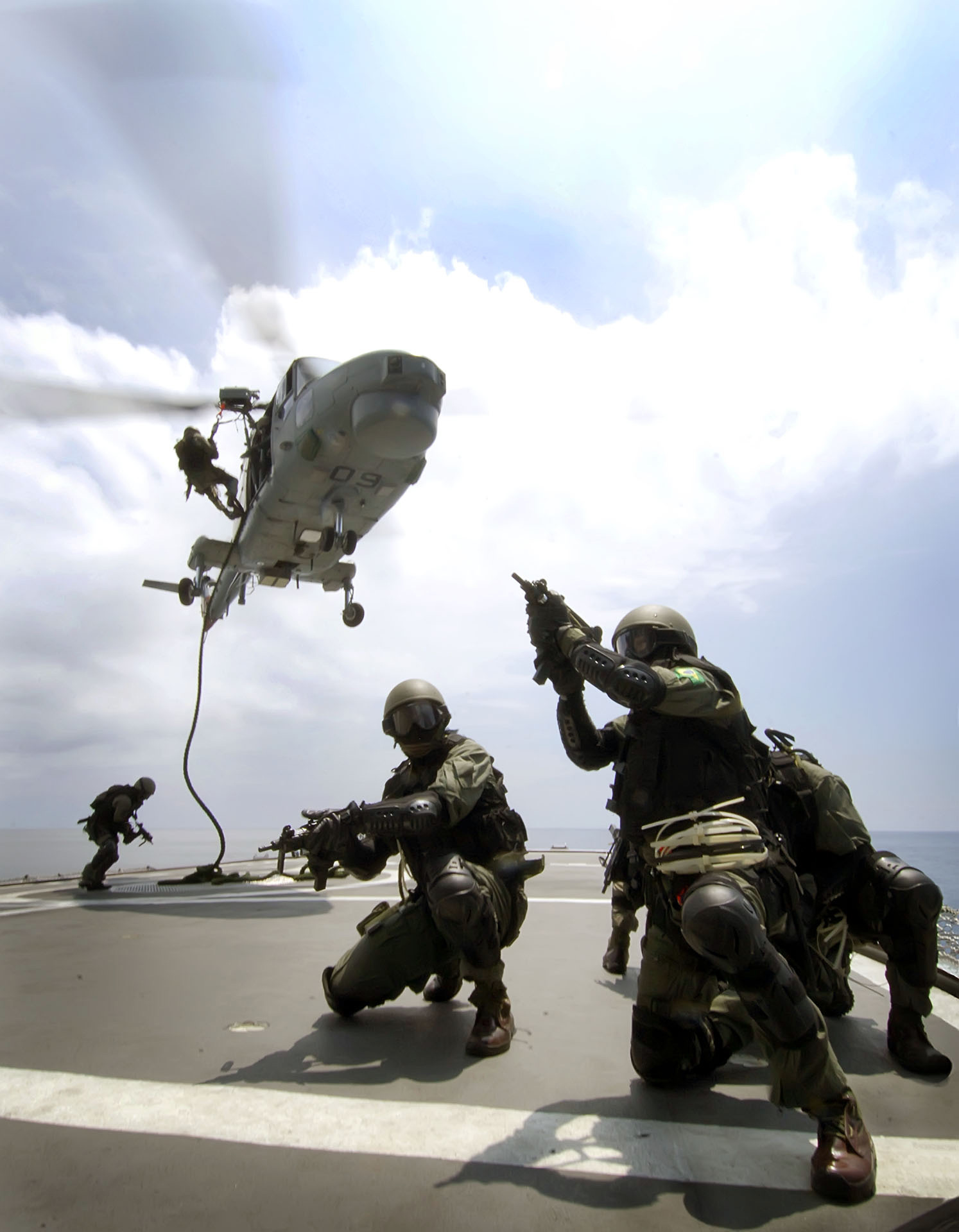
ブラジル海軍
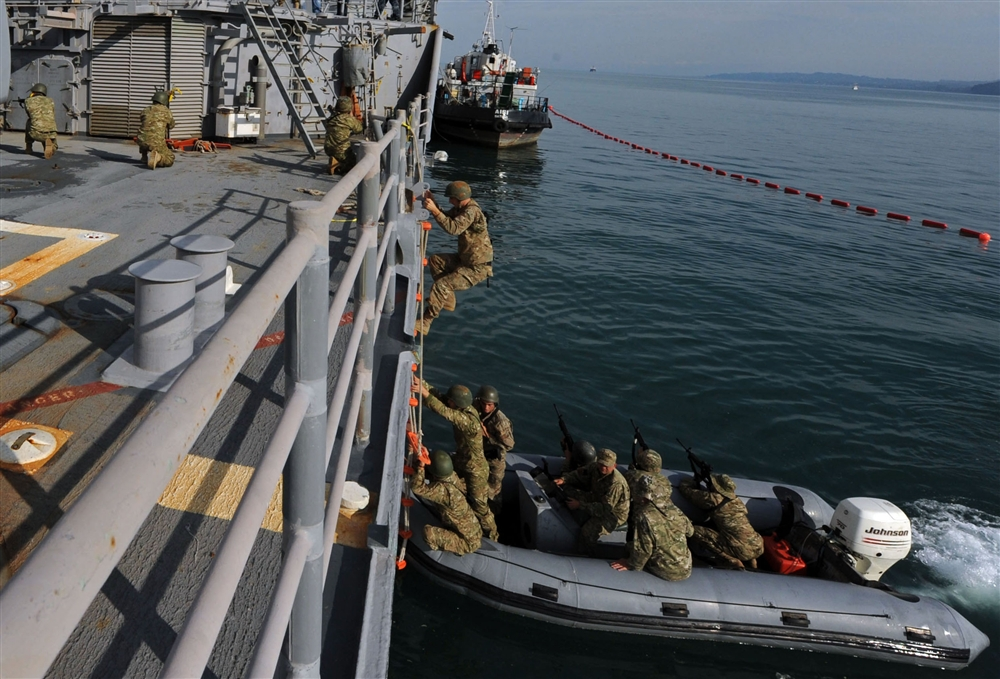
海軍の訓練、ジョージアとアメリカ海軍
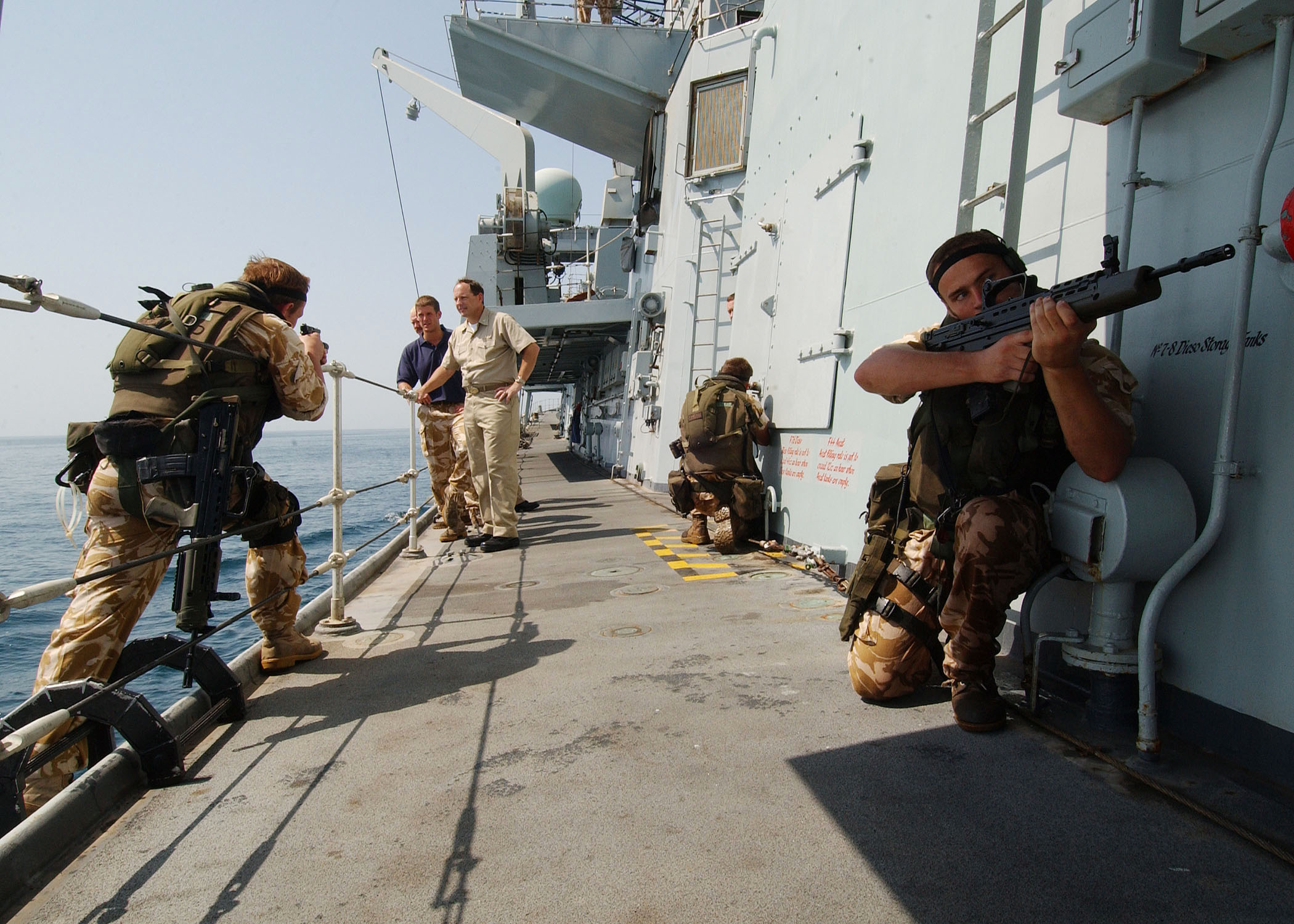
イギリス海兵隊の臨検チーム
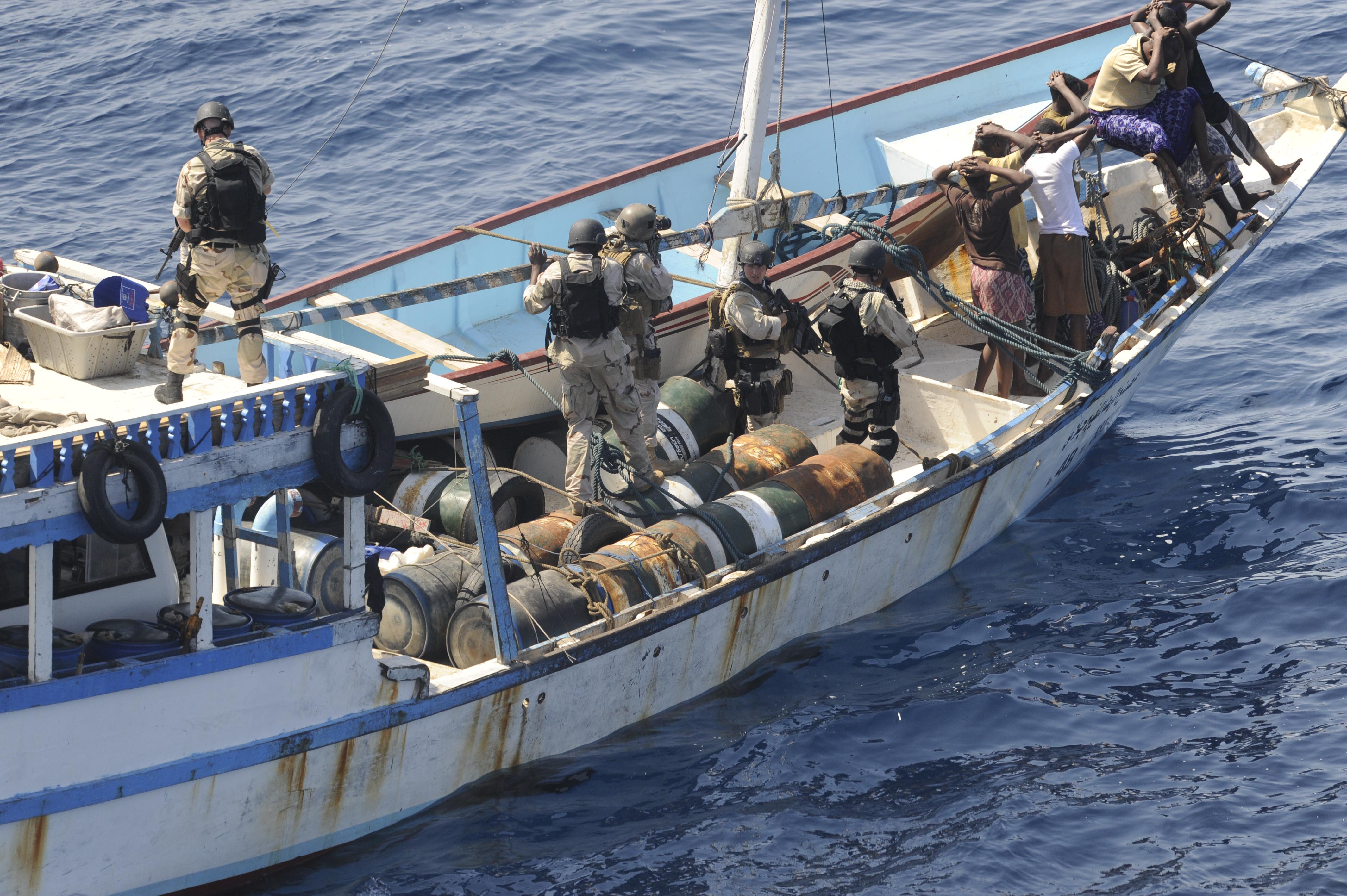
海賊容疑者を拘束しようとするアメリカ海軍水兵と沿岸警備隊員、アデン湾

## 使用される兵器

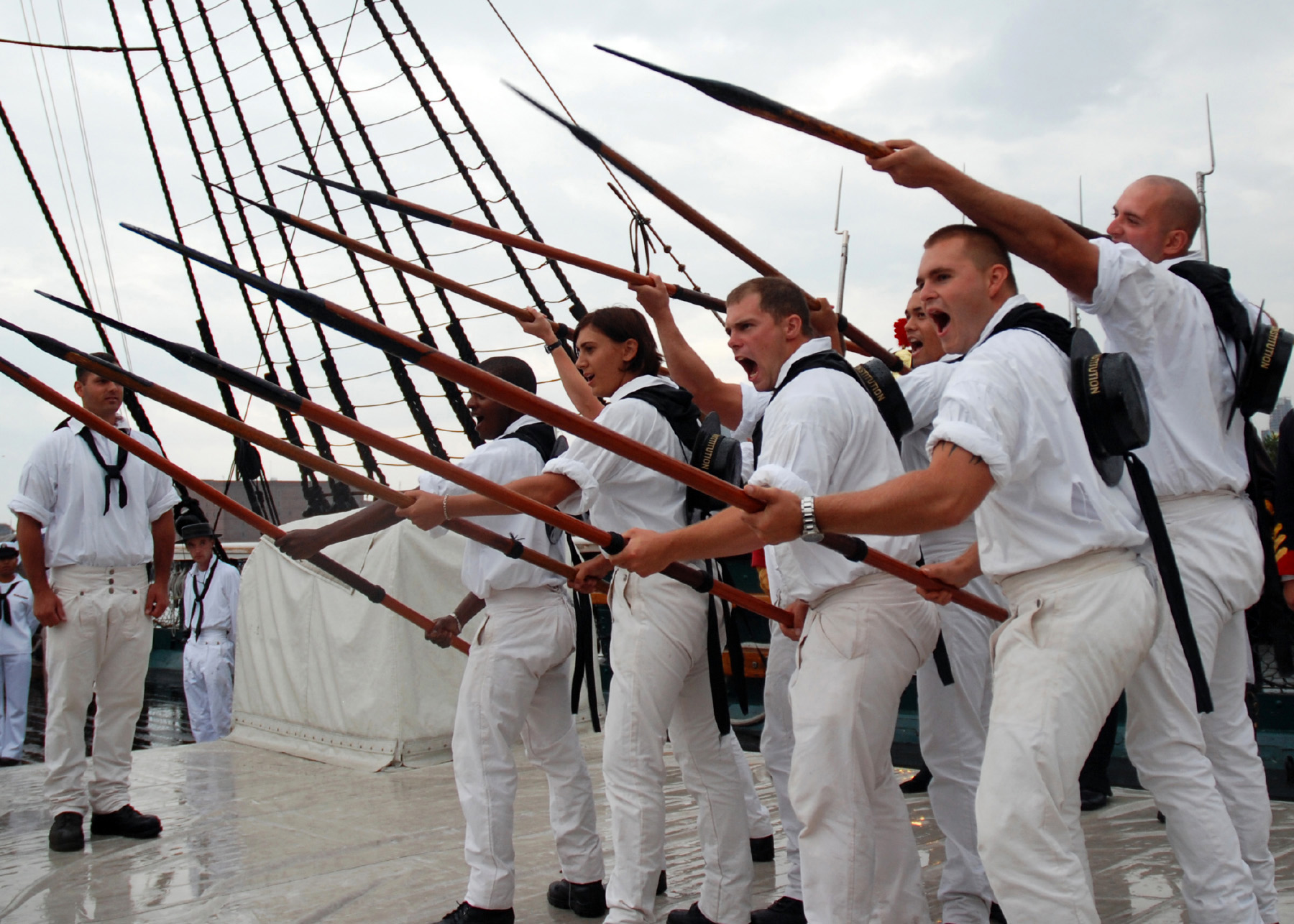
19世紀のパイクによる艦上戦闘術の再現。槍衾で敵兵の侵入を阻止する。

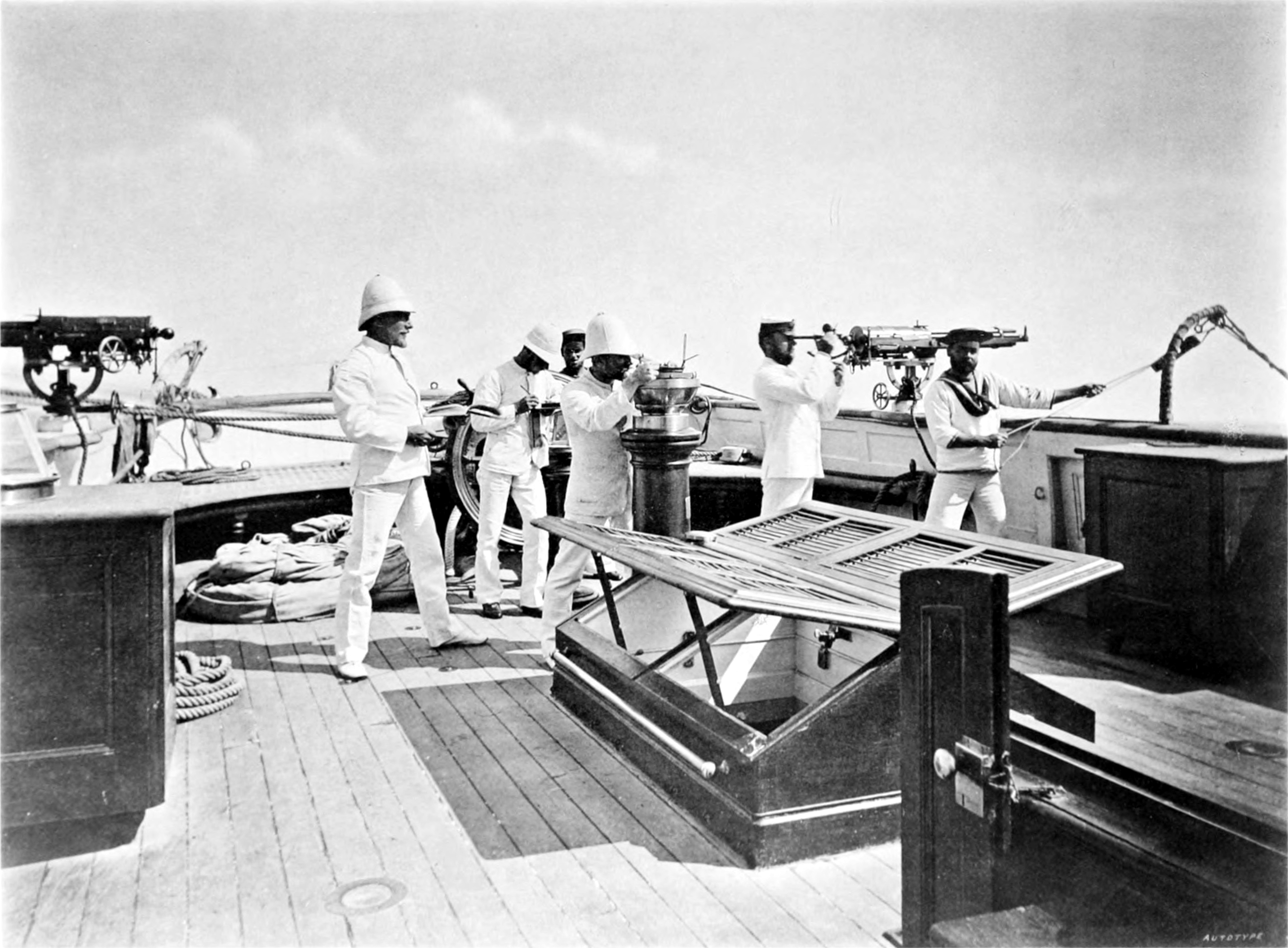
HNS ダートに設置されたガトリング砲（1885年）

移乗攻撃で使用される武器は基本的にその時代の歩兵装備と同じであるが、索具などが並び狭い船上で使用するという特殊性から若干の違いが見られる。特徴的な武器として、片刃で重い短剣のカットラスがある。これは特別な剣術の訓練を受けていない水兵でも容易に扱うことが可能で、さらに植民地でのサトウキビ伐採や包丁など日用品にも転用できる武器であった。フランス海兵隊は軽くて取り回しの良い武器を装備しており、将校は陸戦用のブロードソードや騎兵向けの刀剣であるサーベルより細身のレイピアを好んだ。兵の使用するマスケット銃もイギリス海兵隊のブラウン・ベスより小型軽量であった。海兵隊以外の水兵もカットラスやパイク、ナイフ、索止め栓（ビレイピン, en）など有り合わせの武器を手にして白兵戦に加わった。
防具として鉄製の鎧を着用すれば刀槍や弓矢から身を守ることができる半面、水に落ちた場合には重さのためにおぼれて死亡する危険があった。
味方の歩兵戦闘を支援したり、突入してきた敵兵を撃退するための射撃兵器も開発された。ファルコネット砲などは、舷側の手すりの上や三脚架に旋回砲として据えられて、敵の防御火砲を制圧したり、甲板に侵入した敵兵を掃射したりするのに用いられた。ガトリング砲は南北戦争以降に戦列歩兵式が廃れたことで陸戦では有用性を失っていたが、移乗攻撃を仕掛けてきた敵兵の迎撃に有効でファルコネット砲より軽量なことから、舷側の手すりに上に設置した例もある。マストには狙撃手や投石兵、小型のクーホルン臼砲などを配置するための台であるファイティング・トップ（戦闘楼, en）が設けられることがあった。
接舷切り込みのため敵船を拘束する道具としては、錨のような鉤を付けた綱や、熊手などが用いられた。逆に敵兵の侵入を阻止する設備として、19世紀までの西洋海軍ではアンチ・ボーディング・ネッチングと呼ばれる網を戦闘時に舷側に張り巡らすことがあった。
現代では艦載小火器による火力支援と併せ、CQB用装備が用いられる。